# Enzo Fittipaldi
Enzo Fittipaldi da Cruz (Miami, 18 luglio 2001) è un pilota automobilistico brasiliano con passaporto statunitense, nipote del due volte campione di Formula 1 Emerson Fittipaldi (è figlio di sua figlia Juliane) e fratello del pilota Pietro Fittipaldi. Il suo numero di gara è il 74.

## Carriera

### Formule minori
Nel 2016, Fittipaldi fa il suo esordio in monoposto, corre nel Junior Ginetta Champioship con la Douglas Motorsport senza trovare grandi risultati, finendo la stagione al 17º posto. 
Nel 2017, Fittipaldi firma con il team Prema Powerteam per disputare il Campionato italiano di Formula 4 e tre gare del Campionato ADAC di Formula 4. L'anno seguente sempre con la Prema partecita a tutte le gare dei campionati di formula 4 tedesca e italiana. Nel primo conquista una vittoria e conclude il campionato terzo, nel secondo vince sette gare e si laurea campione.

### Formula 3

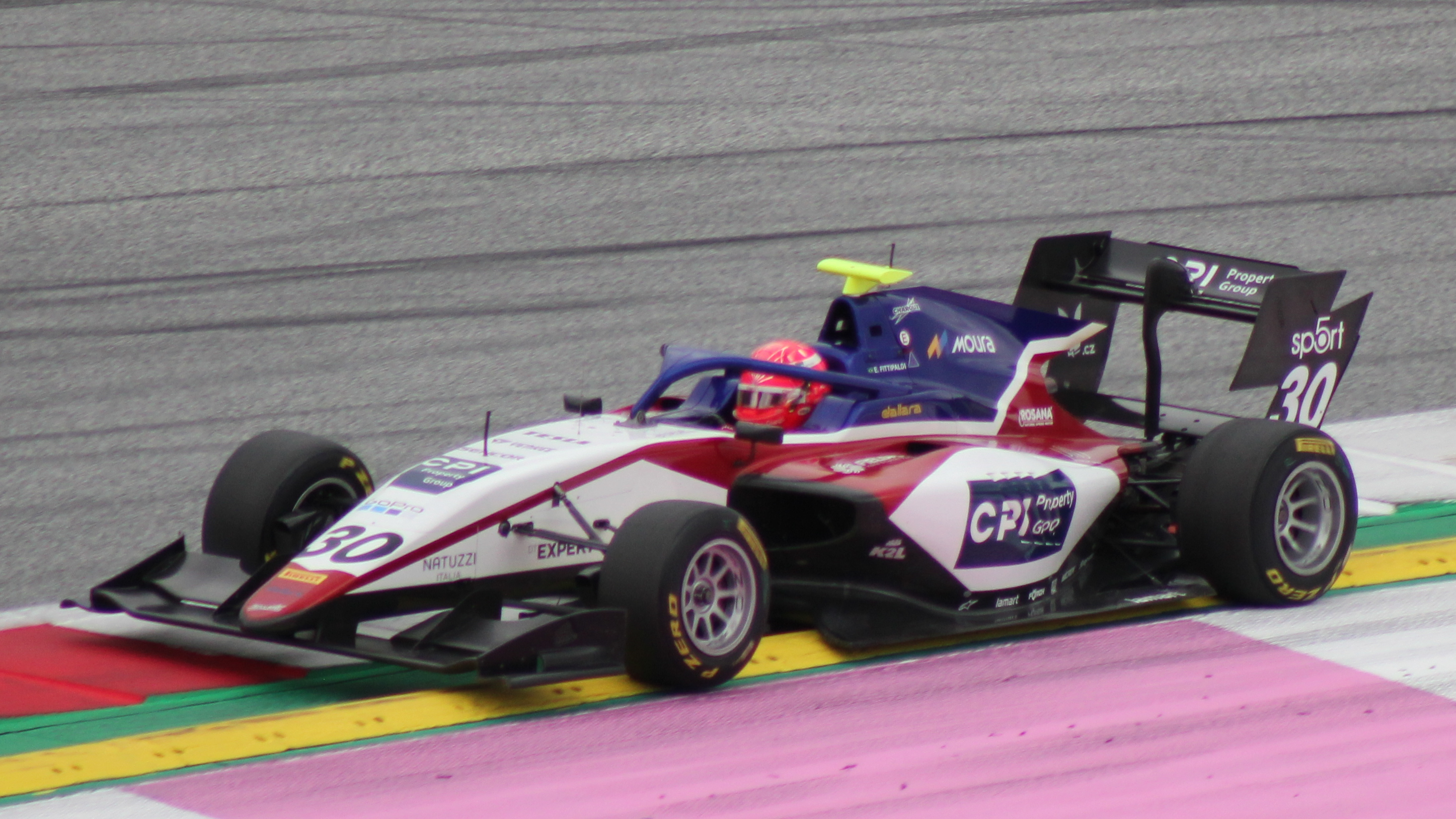
Fittipaldi in Formula 3 con il team Charouz

Nel 2019 ha disputato il Campionato FIA di Formula 3 europea regionale col team Prema. Durante la stagione conquista una vittoria al Circuito Paul Ricard e una a Imola. Conclude il campionato al secondo posto dietro a danese Frederik Vesti.
Nel 2020 disputa il Campionato di Formula 3 col team HWA Racelab. Il quattro maggio insieme a Logan Sargeant viene ufficializzato dalla Charouz per la stagione 2021. Al Hungaroring conquista il suo primo podio nella categoria, grazie un secondo posto dietro a Matteo Nannini. A metà stagione il team Charouz decide di sostituirlo con l'americano Hunter Yeany.

### Indy road
Nel 2021 Fittipaldi decide di correre in America, si iscrive al campionato Indy Pro 2000, serie propedeutica all'Indycar con il team Andretti Autosport. Ottiene rispettivamente nella prima e nella seconda gara, nel circuito Barber Motorsports Park, un dodicesimo e un decimo posto. Fittipaldi decide di lasciare la categoria per tornare a correre nella Formula 3.

### Formula 2

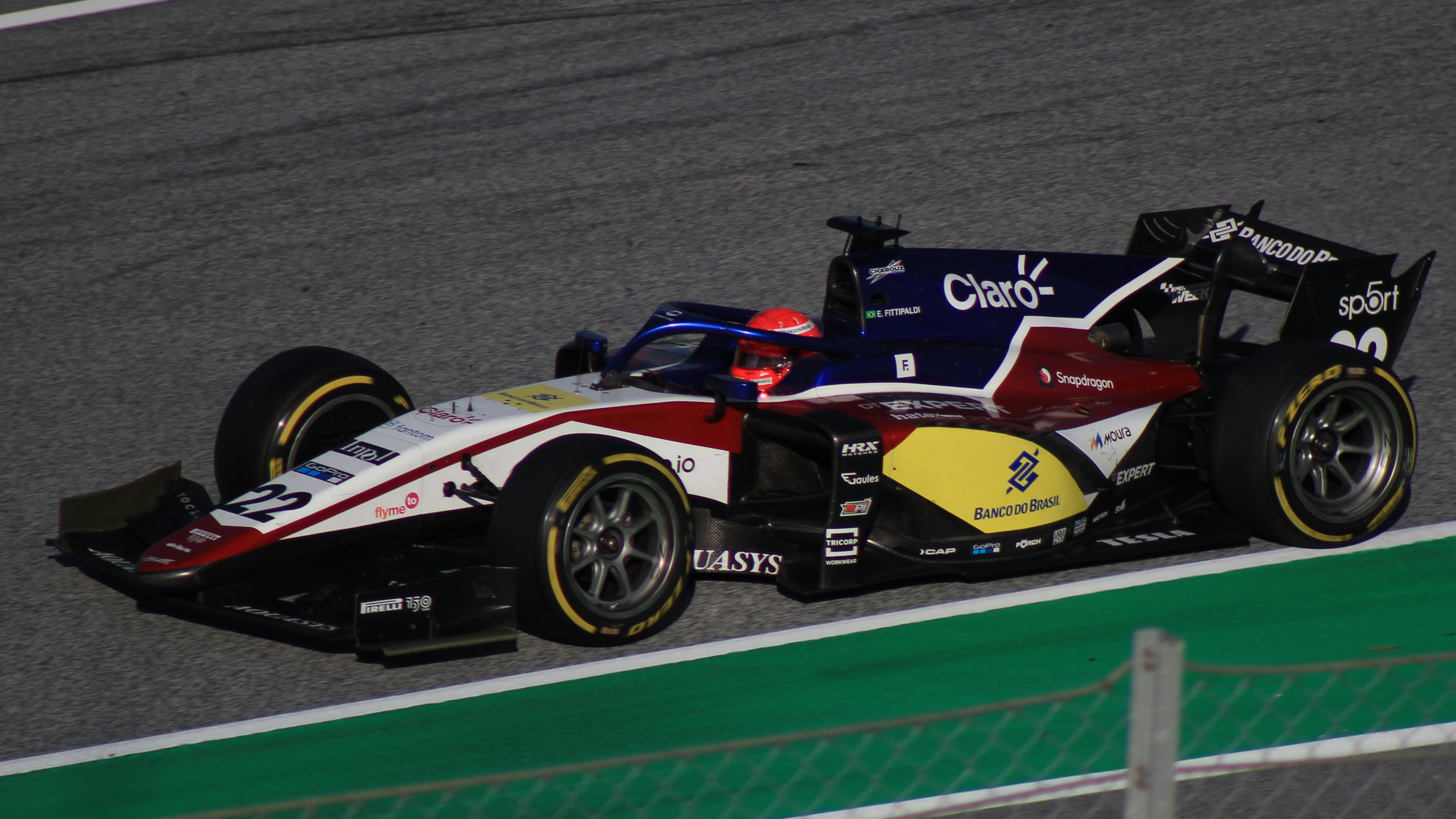
Fittipaldi nel 2022 alla guida della Dallara F2 2018 del team Charouz

Il primo di settembre del 2021 viene annunciato dal team Charouz Racing System che Fittipaldi sostituisce David Beckmann dal quinto round del Campionato FIA di Formula 2 2021, per il brasiliano è l'esordio nella categoria. Durante la partenza della terza gara di Gedda Fittipaldi colpisce la ART Grand Prix di Théo Pourchaire rimasta ferma al via, il pilota brasiliano ne esce con delle lesioni e una frattura al tallone, per questo non ha la possibilità di competere nel ultimo round della stagione dove viene sostituito da Richard Verschoor.
Nel 2022 ritorna a competere dopo l'infortunio. Gareggia ancora in Formula 2 col team Charouz Racing System. Dopo le prime cinque gare fuori dai punti, nella Feature Race di Imola riesce a conquistare il suo primo podio nella categoria arrivando secondo dietro a Théo Pourchaire. Nel resto della stagione Fittipaldi dimostra un'ottima crescita di prestazioni, non arriva alla vittoria ma ottiene altri cinque podi e finisce ottavo in classifica piloti.

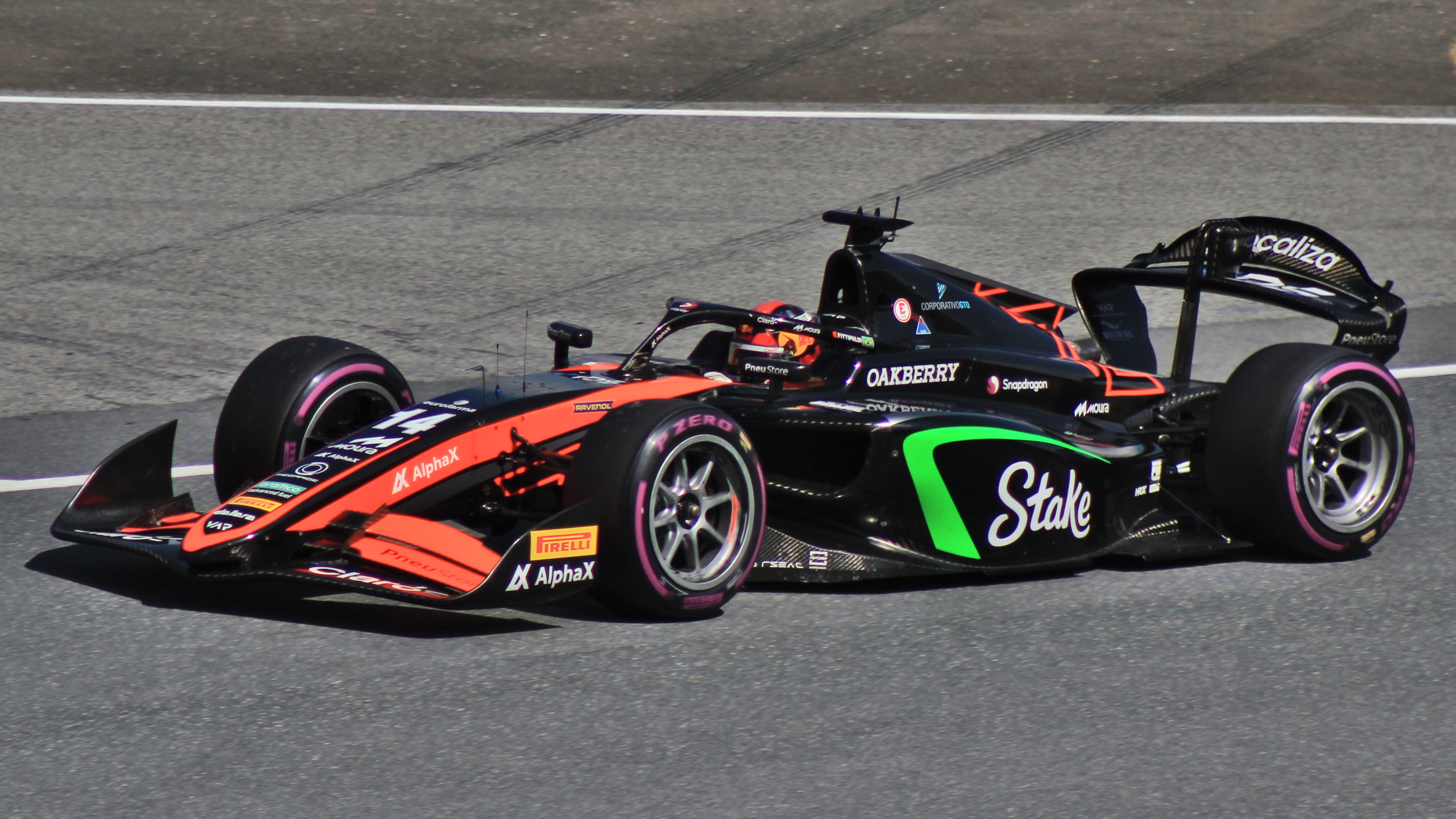
Enzo Fittipaldi nel 2024 durante la stagione di F2

Il 18 gennaio del 2023, Fittipaldi viene annunciato come pilota ufficiale del team Carlin insieme a Zane Maloney per la stagione 2023 di F2. L'inizio di stagione è al di sotto delle aspettative, con il suo primo podio stagionale che arriva nella Feature Race di Baku, in cui chiude secondo dietro ad Oliver Bearman. Dopo un weekend complicato a Montecarlo, arriva secondo nella Feature Race di Barcellona, ancora una volta dietro a Bearman. La sua prima vittoria arriva nella Sprint Race sul Circuito di Spa-Francorchamps, dove ottiene anche il terzo posto nella Feature Race. Il brasiliano ottiene un altro podio arrivando secondo nella Sprint di Abu Dhabi. A fine stagione chiude al settimo posto in classifica con 124 punti all'attivo.
Nel 2024 il pilota brasiliano rimane in Formula 2 passando al team Van Amersfoort Racing. Dopo un primo round deludente a Sakhir, nel secondo round a Jeddah ottiene il terzo posto nella Sprint Race e un'ottima vittoria nella Feature Race.

### Driver Academy F1 e test in FE
Nel novembre del 2016, Fittipaldi è stato tra i cinque piloti invitati ad entrare nella Ferrari Driver Academy e il mese seguente è stato confermato come membro accanto a Marcus Armstrong, dopo aver sostenuto un test di valutazione presso il Circuito di Fiorano. Nel 2021 dopo Gianluca Petecof e Giuliano Alesi, lascia anche lui la Ferrari Driver Academy per andare a correre negli Stati Uniti con il team Andretti Autosport.
Tornato a correre in Europa, dopo un anno di Formula 2, a fine 2022 entra nella Red Bull Junior Team. Ma dopo un solo anno lascia anche Accademy della Red Bull.
Nel aprile del 2024, prende parte per la prima volta ai Rookie Test della Formula E di Berlino con il team Jaguar TCS Racing.

### Endurance
Nel 2025, Fittipaldi lascia le ruote scoperte per passare all'Endurance guidando nella classe LMP2 del'European Le Mans Series per il team CLX Motorsport.

## Risultati
| Stagione | Categoria                        | Team                          | Gare | Vittorie | Pole | GPV | Podi | Punti | Pos. |
| -------- | -------------------------------- | ----------------------------- | ---- | -------- | ---- | --- | ---- | ----- | ---- |
| 2016     | Ginetta Junior Championship      | Douglas Motorsport            | 25   | 0        | 0    | 0   | 0    | 113   | 18º  |
| 2017     | Campionato italiano di Formula 4 | Prema Powerteam               | 21   | 0        | 0    | 1   | 0    | 89    | 9º   |
| 2017     | Campionato ADAC di Formula 4     | Prema Powerteam               | 3    | 0        | 0    | 0   | 1    | 0     | NC†  |
| 2018     | Campionato Italiano di Formula 4 | Prema Theodore Racing         | 21   | 7        | 9    | 5   | 12   | 303   | 1º   |
| 2018     | Campionato ADAC di Formula 4     | Prema Theodore Racing         | 20   | 1        | 2    | 3   | 9    | 223   | 3º   |
| 2019     | Formula 3 europea regionale      | Prema Powerteam               | 24   | 2        | 2    | 5   | 13   | 336   | 2º   |
| 2019     | Gran Premio di Macao             | Sauber Junior Team by Charouz | 1    | 0        | 0    | 0   | 0    | 0     | 16º  |
| 2020     | Campionato FIA di Formula 3      | HWA Team                      | 18   | 0        | 0    | 0   | 0    | 27    | 15º  |
| 2021     | Indy Pro 2000                    | Andretti Autosport            | 2    | 0        | 0    | 0   | 0    | 20    | 19º  |
| 2021     | Campionato FIA di Formula 3      | Charouz Racing System         | 12   | 0        | 0    | 0   | 1    | 25    | 17º  |
| 2021     | Campionato FIA di Formula 2      | Charouz Racing System         | 8    | 0        | 0    | 0   | 0    | 2     | 20º  |
| 2022     | Campionato FIA di Formula 2      | Charouz Racing System         | 28   | 0        | 0    | 0   | 6    | 126   | 8º   |
| 2023     | Campionato FIA di Formula 2      | Rodin Carlin                  | 25   | 1        | 0    | 1   | 5    | 124   | 7º   |

* Stagione ancora in corso

† Poiché Enzo Fittipaldi era pilota ospite, non poté registrare punti.

### Risultati in F3 Regional europea
(legenda) (Le gare in grassetto indicano la pole position) (Le gare in corsivo indicano Gpv)
| Stagione | Team         | 1   | 2   | 3   | 4   | 5   | 6   | 7   | 8   | 9   | 10  | 11  | 12  | 13  | 14  | 15  | 16  | 17  | 18  | 19  | 20  | 21  | 22  | 23  | 24  | 25  | Punti | Pos |
| -------- | ------------ | --- | --- | --- | --- | --- | --- | --- | --- | --- | --- | --- | --- | --- | --- | --- | --- | --- | --- | --- | --- | --- | --- | --- | --- | --- | ----- | --- |
| 2019     | Prema Racing | LEC | LEC | LEC | VLL | VLL | VLL | HUN | HUN | HUN | RBR | RBR | RBR | IMO | IMO | IMO | IMO | CAT | CAT | CAT | MUG | MUG | MUG | MNZ | MNZ | MNZ | 336   | 2°  |
| 2019     | Prema Racing | 2   | 1   | 2   | 2   | 2   | C   | 2   | 2   | 3   | 4   | 5   | 2   | 4   | 7   | 1   | Rit | 5   | 2   | 3   | 4   | 4   | 6   | 13  | 4   | 2   |       |     |

### Risultati in Formula 3
(legenda) (Le gare in grassetto indicano la pole position) (Le gare in corsivo indicano Gpv)
| Stagione | Team                  | 1    | 2    | 3    | 4    | 5   | 6   | 7    | 8    | 9    | 10   | 11  | 12  | 13  | 14  | 15  | 16  | 17  | 18  | 19  | 20  | 21  | Punti | Pos. |
| -------- | --------------------- | ---- | ---- | ---- | ---- | --- | --- | ---- | ---- | ---- | ---- | --- | --- | --- | --- | --- | --- | --- | --- | --- | --- | --- | ----- | ---- |
| 2020     | HWA Racelab           | RBR1 | RBR1 | RBR2 | RBR2 | HUN | HUN | SIL1 | SIL1 | SIL2 | SIL2 | CAT | CAT | SPA | SPA | MNZ | MNZ | MUG | MUG |     |     |     | 27    | 15º  |
| 2020     | HWA Racelab           | 18   | 9    | 15   | 13   | 19  | 9   | 18   | 19   | 17   | 17   | 13  | 8   | 26  | 12  | 9   | 19  | 5   | 4   |     |     |     | 27    | 15º  |
| 2021     | Charouz Racing System | CAT  | CAT  | CAT  | LEC  | LEC | LEC | RBR  | RBR  | RBR  | HUN  | HUN | HUN | SPA | SPA | SPA | ZAN | ZAN | ZAN | SOC | SOC | SOC | 25    | 17º  |
| 2021     | Charouz Racing System | 12   | Rit  | 19   | 21   | 17  | 11  | 4    | 8    | 13   | 12   | 2   | 9   |     |     |     |     |     |     |     |     |     | 25    | 17º  |

### Risultati in Formula 2
(legenda) (Le gare in grassetto indicano la pole position) (Le gare in corsivo indicano Gpv)
| Stagione | Team                  | 1   | 2   | 3   | 4   | 5   | 6   | 7   | 8   | 9   | 10  | 11  | 12  | 13  | 14  | 15  | 16  | 17  | 18  | 19  | 20  | 21  | 22  | 23  | 24  | 25  | 26  | 27  | 28  | Punti | Pos. |
| -------- | --------------------- | --- | --- | --- | --- | --- | --- | --- | --- | --- | --- | --- | --- | --- | --- | --- | --- | --- | --- | --- | --- | --- | --- | --- | --- | --- | --- | --- | --- | ----- | ---- |
| 2021     | Charouz Racing System | BHR | BHR | BHR | MON | MON | MON | BAK | BAK | BAK | SIL | SIL | SIL | MNZ | MNZ | MNZ | SOC | SOC | SOC | JED | JED | JED | YMC | YMC | YMC |     |     |     |     | 2     | 20º  |
| 2021     | Charouz Racing System |     |     |     |     |     |     |     |     |     |     |     |     | Rit | 16  | 11  | 17  | C   | 12  | 12  | 7   | Rit |     |     |     |     |     |     |     | 2     | 20º  |
| 2022     | Charouz Racing System | BHR | BHR | JED | JED | IMO | IMO | CAT | CAT | MON | MON | BAK | BAK | SIL | SIL | RBR | RBR | PAU | PAU | HUN | HUN | SPA | SPA | ZAN | ZAN | MNZ | MNZ | YMC | YMC | 126   | 8º   |
| 2022     | Charouz Racing System | 11  | 13  | 10  | 11  | 12  | 2   | 8   | 6   | 4   | 5   | Rit | 6   | 3   | 11  | 9   | 2   | Rit | 10  | 3   | 2   | 13  | 10  | 13  | 5   | 12  | 3   | Rit | 14  | 126   | 8º   |
| 2023     | Rodin Carlin          | BHR | BHR | JED | JED | ALB | ALB | BAK | BAK | MON | MON | CAT | CAT | RBR | RBR | SIL | SIL | HUN | HUN | SPA | SPA | ZAN | ZAN | MNZ | MNZ | YMC | YMC |     |     | 124   | 7°   |
| 2023     | Rodin Carlin          | 8   | 9   | 13  | 7   | Rit | Rit | 5   | 2   | 10  | Rit | 10  | 2   | Rit | 6   | 4   | 7   | 11  | 8   | 1   | 3   | C   | 7   | 15  | 7   | 2   | 14  |     |     | 124   | 7°   |
| 2024     | Van Amersfoort Racing | BHR | BHR | JED | JED | ALB | ALB | IMO | IMO | MON | MON | CAT | CAT | RBR | RBR | SIL | SIL | HUN | HUN | SPA | SPA | MNZ | MNZ | BAK | BAK | LUS | LUS | YMC | YMC | 61    | 15°  |
| 2024     | Van Amersfoort Racing | 17  | Rit | 3   | 1   | 12  | 17  | Rit | 17  | 9   | 12  | 16  | 11  | 14  | 4   | 13  | 8   | 21  | 5   | 14  | Rit | 7   | 10  | 13  | 11  |     |     |     |     | 61    | 15°  |